# Прорив (меморіал)
Прорив - меморіальний комплекс у Кіровському районі Ленінградської області, що входить до Зеленого поясу слави.
- Музей-діорама.
- Музей-панорама.
- Експозиція військової техніки — розташовується поруч із панорамою на території музеїв, представлена танками часів Німецько-радянської війни, які брали участь в боях за Ленінград.

Техніка була піднята з дна Ладозького озера, танк КВ-1С, що знаходився в болоті біля села Туришкіно:
- Танк КВ-1-піднято з дна Ладоги учасниками клубу «Пошук» із Білорусі у квітні 2003 року. Знаходиться в експозиції з вересня 2003 року.
- Танк Т-26-піднятий в тому ж році, встановлений в січні 2005 року.
- Танк Т-38-піднятий в лютому 2005 року, встановлений в травні 2005 року
- У 2007 році в січні були встановлені ще 2 танки: танк КВ-1С і танк БТ-5

Техніка відновлена на Невському суднобудівному заводі.